# Vitali Lishchynsky
Vitali Lishchynsky –en ucraniano, Віталій Ліщинський– (3 de julio de 1982) es un deportista ucraniano que compitió en lucha grecorromana. Ganó una medalla de bronce en el Campeonato Europeo de Lucha de 2009, en la categoría de 84 kg.

## Palmarés internacional
| Campeonato Europeo | Campeonato Europeo | Campeonato Europeo | Campeonato Europeo |
| Año                | Lugar              | Medalla            | Categoría          |
| ------------------ | ------------------ | ------------------ | ------------------ |
| 2009               | Vilna (Lituania)   | Medalla de bronce  | 84 kg              |